# Daniela Kolbe

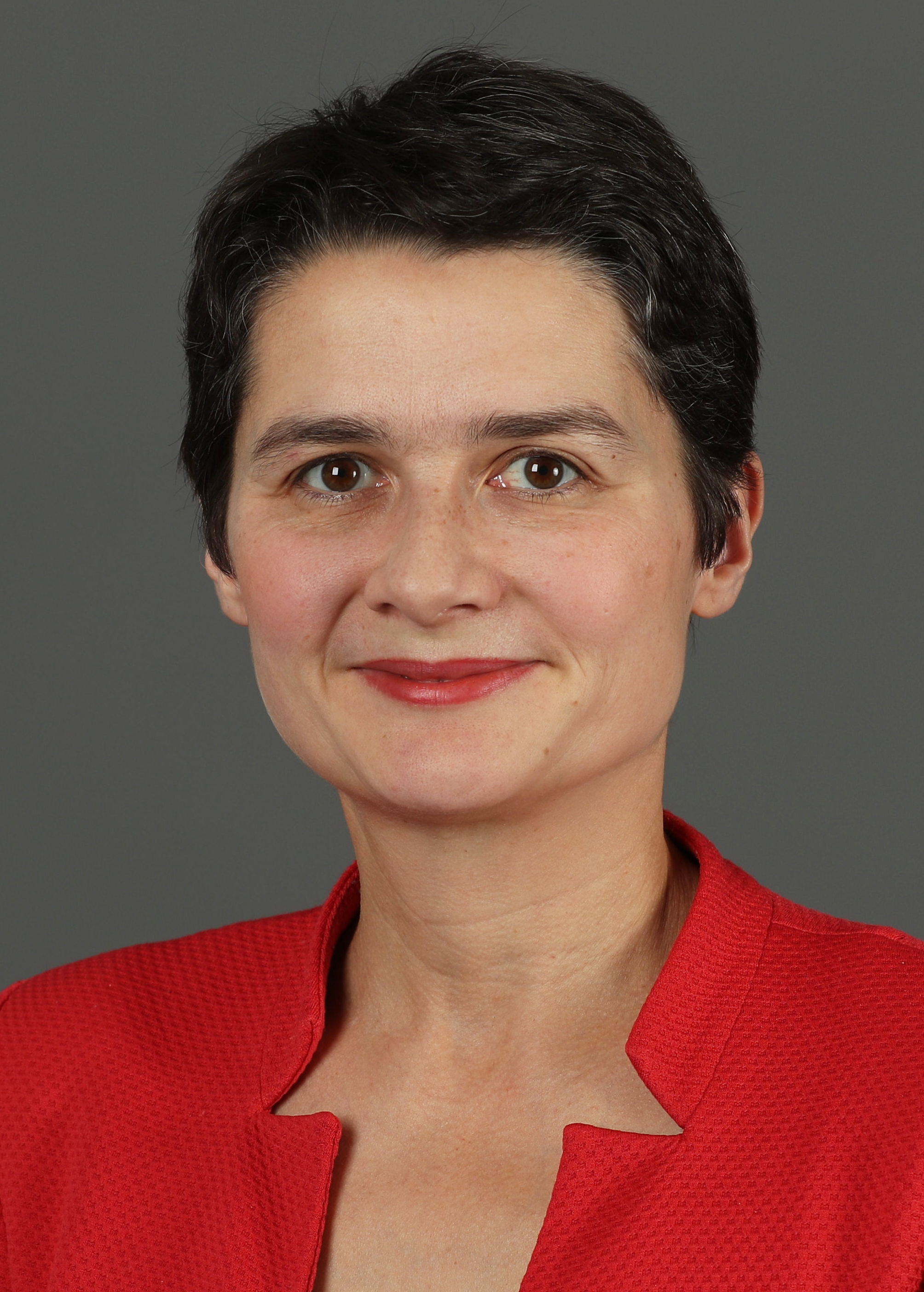
Daniela Kolbe (2020)

Daniela Kolbe (* 22. Februar 1980 in Schleiz, Bezirk Gera, DDR) ist eine deutsche Politikerin (SPD). Sie war von 2009 bis 2021 Mitglied des Deutschen Bundestages und von 2015 bis 2018 Generalsekretärin der SPD Sachsen.
Von 2020 bis 2024 war sie stellvertretende Vorsitzende der Friedrich-Ebert-Stiftung (FES). Seit 2022 ist sie stellvertretende Vorsitzende des DGB-Bezirks Sachsen.

## Leben
Nach dem Abitur in Jena begann sie ein Studium der Physik an der Universität Leipzig, das sie im Jahr 2009 mit dem Diplom abschloss. Während des Studiums arbeitete sie beim Herbert-Wehner-Bildungswerk in Dresden und von April bis September 2009 bei Arbeit und Leben, wo sie in der Jugendbildung tätig war.

## Politik

### Partei
Ihre politische Arbeit begann sie bei der Sozialistischen Jugend Deutschlands – Die Falken. Von 2004 bis 2009 war sie Vorsitzende der Leipziger Jusos und von 2006 bis 2014 stellvertretende Vorsitzende der SPD Leipzig.
In den Jahren 2014 bis 2015 war sie Beisitzerin im Landesvorstand der SPD Sachsen. Am 17. April 2015 folgte der SPD-Landesvorstand einstimmig dem Vorschlag des SPD-Landesvorsitzenden Martin Dulig, Daniela Kolbe für das Amt der Generalsekretärin der SPD Sachsen vorzuschlagen. Sie wurde damit die designierte Generalsekretärin und konnte bereits nach außen für den Landesverband politisch agieren. Auf dem außerordentlichen Landesparteitag der SPD Sachsen am 7. November 2015 in Görlitz löste Daniela Kolbe mit 76,3 % den bisherigen Generalsekretär Dirk Panter in seinem Amt ab und wurde beim ordentlichen Landesparteitag am 22. Oktober 2016 in Chemnitz mit 77,3 % im Amt bestätigt. Beim ordentlichen Landesparteitag der SPD Sachsen am 27. Oktober 2018 in Dresden trat Daniela Kolbe nicht erneut zur Wahl an. Zum Nachfolger wurde der Landtagsabgeordnete Henning Homann mit 80,8 Prozent gewählt.
Vom 8. Dezember 2017 bis zum 7. Dezember 2019 war sie Mitglied des SPD-Parteivorstands.
Seit Oktober 2022 ist sie Gründungsvorstand des Arbeitskreises Säkularität und Humanismus in der SPD.

### Abgeordnete
In den Jahren 2009 bis 2021 war Kolbe Mitglied des Deutschen Bundestages und der SPD-Bundestagsfraktion. Sie zog stets über die Landesliste der SPD Sachsen im Wahlkreis Leipzig I in den Deutschen Bundestag ein. Bei der Bundestagswahl 2009 erreichte sie 19,4 Prozent der abgegebenen Erststimmen und bei der Bundestagswahl 2013 21,3 Prozent. Bei der Bundestagswahl 2017 kandidierte sie auf Platz 1 als Spitzenkandidatin der Landesliste der SPD Sachsen und erreichte als Direktkandidatin 16,5 Prozent der Erststimmen.
Von 2009 bis 2013 war sie ordentliches Mitglied des Innenausschusses sowie stellvertretendes Mitglied im Ausschuss für Familie, Senioren, Frauen und Jugend und im 2. Untersuchungsausschuss („Terrorgruppe nationalsozialistischer Untergrund“). Von Januar 2011 bis Juni 2013 war Daniela Kolbe Vorsitzende der Enquete-Kommission Wachstum, Wohlstand, Lebensqualität des Deutschen Bundestages. Von November 2013 bis November 2015 war Kolbe Vorsitzende der Landesgruppe Ost. In der 18. Legislaturperiode war Daniela Kolbe ordentliches Mitglied im Ausschuss für Arbeit und Soziales sowie stellvertretendes Mitglied im Innenausschuss und im Petitionsausschuss.
In der 19. Legislaturperiode war Kolbe ordentliches Mitglied im Ausschuss für Arbeit und Soziales sowie stellvertretendes Mitglied im Ausschuss für Inneres und Heimat und im Petitionsausschuss. Vom 27. September 2018 bis zu ihrem Ausscheiden aus dem Deutschen Bundestag war Kolbe Vorsitzende der Enquete-Kommission Künstliche Intelligenz – Gesellschaftliche Verantwortung und wirtschaftliche Potentiale.
Zur Bundestagswahl 2021 trat Kolbe nicht erneut an. Hier kandidierte der Landtagsabgeordnete Holger Mann für die SPD, unterlag gegen Jens Lehmann (CDU) und zog über die Landesliste in den Bundestag ein.

### Weitere Funktionen und Mitgliedschaften
Kolbe war bis 2021 stellvertretende Vorsitzende des Kuratoriums der Bundeszentrale für politische Bildung, Vorstandsmitglied im Netzwerk für Demokratie und Courage und Mitglied der überparteilichen Europa-Union Deutschland. Sie ist Mitglied in den Gewerkschaften IG Metall und ver.di.
Von 2020 bis 2024 war sie stellvertretende Vorsitzende der Friedrich-Ebert-Stiftung und von 2021 bis 2022 stellvertretende Bundeswahlbeauftragte für die Sozialversicherungswahlen.
Auf der 9. DGB-Bezirkskonferenz am 22. Januar 2022 wurde Kolbe mit 93 Prozent der Delegiertenstimmen zur stellvertretenden Vorsitzenden des DGB Sachsen gewählt.